# Anton Braun (Orgelbauer)
Joseph Anton Braun (* 13. Januar 1776 in Spaichingen; † 29. Juli 1840 ebenda) war ein deutscher Klavier- und Orgelbauer.

## Leben
Der Sohn eines Schreiners soll nach seiner Lehre wahrscheinlich um 1805 in Trossingen eine Klavier- und Orgelwerkstatt gegründet und später die Gebrüder Link ausgebildet haben. Seine Frau war Gertrud Braun geborene Hauser und die Schwägerin des Orgelbauers Johann Michael Braun. Seine Neffen Joseph Braun, bei dem später Xaver Mönch und Wilhelm August Schwarz (1848–1912) vermutlich lernten, und Blasius Braun führten die Werkstatt weiter.

## Werke

### Klaviere
- Im Heimatmuseum Spaichingen ist ein Tafelklavier aus seiner Werkstätte zu sehen.[5]

### Orgeln
- 1811: Pfarrkirche Steinhausen,
- 1812/13: Klosterkirche Einsiedeln (Renovation der Chororgel),
- 1813: Pfarrkirche Gersau (Hauptorgel)[6]
- 1829 Wertbüh
- 1830: Margrethausen
- 1830:Trichtingen,
- 1830/31: Evangelische Kirche in Heselwangen[7]
- 1831: Evangelische Kirche Täbingen, Täbingen[8]
- 1835: Orgel in Täbingen[9]
- 1838: Neuhausen ob Eck, 1838 in Zillhausen

### Weitere Arbeiten
Am 23. April 1812 wurde Braun beauftragt, die alte Orgel von Joseph Bossart als Chororgel auf der Empore über der Sakristei aufzustellen. Um 1830/1831 ist eine Orgelreparatur im Münster in Weingarten nachgewiesen. Der Aufbau der 1831 durch die Kirchenpflege von der Kirchengemeinde St. Silvester in Erlaheim erworbenen Orgel in die Pfarrkirche Weilen unter den Rinnen erfolgte 1831/1832. Ersetzt wurde die Orgel 1914 durch einen Neubau der Firma Gebr. Stehle; ob Teile der Orgel verwendet wurden oder der Verbleib der Orgel ist unbekannt. Im Jahr 1833 baute Braun die Orgel in der Balinger Stadtkirche um.